# شان بردی
شان بردی (انگلیسی: Sean Berdy؛ زادهٔ ۳ ژوئن ۱۹۹۳) هنرپیشه اهل ایالات متحده آمریکا است. وی از سال ۲۰۰۵ میلادی تاکنون مشغول فعالیت بوده‌است.